# 20187 Janapittichová
(20187) Janapittichová, denumire internațională (20187) Janapittichova, este un asteroid din centura principală de asteroizi.

## Descriere
20187 Janapittichová este un asteroid din centura principală de asteroizi. A fost descoperit pe 14 ianuarie 1997 la Observatorul Kleť de Miloš Tichý. Asteroidul prezintă o orbită caracterizată de o semiaxă mare de 2,34 ua, o excentricitate de 0,29 și o înclinație de 22,2° în raport cu ecliptica.